# Augy, Aisne
Augy är en kommun i departementet Aisne i regionen Hauts-de-France i norra Frankrike. Kommunen ligger  i kantonen Braine som ligger i arrondissementet Soissons. År 2022 hade Augy 68 invånare. 
Augy ligger 10 kilometer ostsydost om Soissons och 35 kilometer västnordväst om Rheims. Kommunen är mestadels jordbruksmark med skogsområden längs gränserna - särskilt i väst, söder och sydost. Floden Vesle bildar kommunens nordöstra gräns.

## Befolkningsutveckling
Antalet invånare i kommunen Augy
Referens: INSEE